# Vinadio
 (décembre 2021).
Si vous disposez d'ouvrages ou d'articles de référence ou si vous connaissez des sites web de qualité traitant du thème abordé ici, merci de compléter l'article en donnant les références utiles à sa vérifiabilité et en les liant à la section « Notes et références ».
Vinadio (en français Vinay) est une commune de la province de Coni dans le Piémont, en Italie.

## Géographie
Vinadio est située dans la haute vallée de la Stura, au croisement de la route du col de Larche (Maddalena en italien) à l'ouest avec celle du col de la Lombarde au sud.

### Hameaux
Sant'Anna (Sainte-Anne), Bagni (Bains de Vinay), San Bernolfo (Saint-Bernulf), Pianche (La Pianche), Roviera, Pratolungo, Pua, Goletta, Neraissa, Poggio Soprano, Poggio Sottano, Adrecchio.

### Communes limitrophes
Aisone, Demonte, Pietraporzio, Sambuco, Valdieri et, côté français, Isola.

## Histoire
- La commune a fait partie du département de la Stura pendant l'Empire napoléonien.
- Au cours de la Seconde Guerre mondiale, les troupes françaises pénètrent à Vinadio le 27 avril 1945[2].

### Toponyme
Le dictionnaire étymologique des noms de lieu de la Savoie du chanoine Adolphe Gros  oriente vers deux hypothèses : 
- bas latin vinaticum, vinagium, droit sur le vin ;
- anthroponyme gallo-romain venegium (cf Benadius évêque de Reims au Ve siècle).

## Culture
- La langue vernaculaire de Vinadio déclarée par la commune appartient à la minorité linguistique occitane selon les dispositions de la loi 482/99 sur les minorités linguistiques.

- Vinadio est ceinturée à l'ouest par des fortifications datant du milieu du XIXe siècle (forte Albertino) : voir fort de Vinadio. Vinadio abrite une église romane du XIIIe siècle.

- La fête du mouton de race Sambucana est célébrée le dernier dimanche d'octobre.

- Une antique source thermale chaude réputée est encore aujourd'hui utilisée. Le bulletin d'hydrogéologie, Numéro 22, de l'université Suisse de Neuchâtel, 2005 présente une courte synthèse sur deux pages et indique une sortie d'eau à 60 °C. Une société avec une installation moderne d'accueil en a la concession. Une tradition orale (parchemin original disparu) indiquait que les habitants de Saint-Paul-sur-Ubaye bénéficiaient par décision du pouvoir Comtal de Savoie, de la gratuité aux thermes. Cette autorisation et tradition se serait perdue au Traité d'Utrecht (1713) avec la partition des vallées occitanes.

- Dans le hameau de Sant'Anna di Vinadio se trouve le sanctuaire de Sainte-Anne qui est un des lieux de culte chrétien les plus élevés de la région (2 035 mètres).

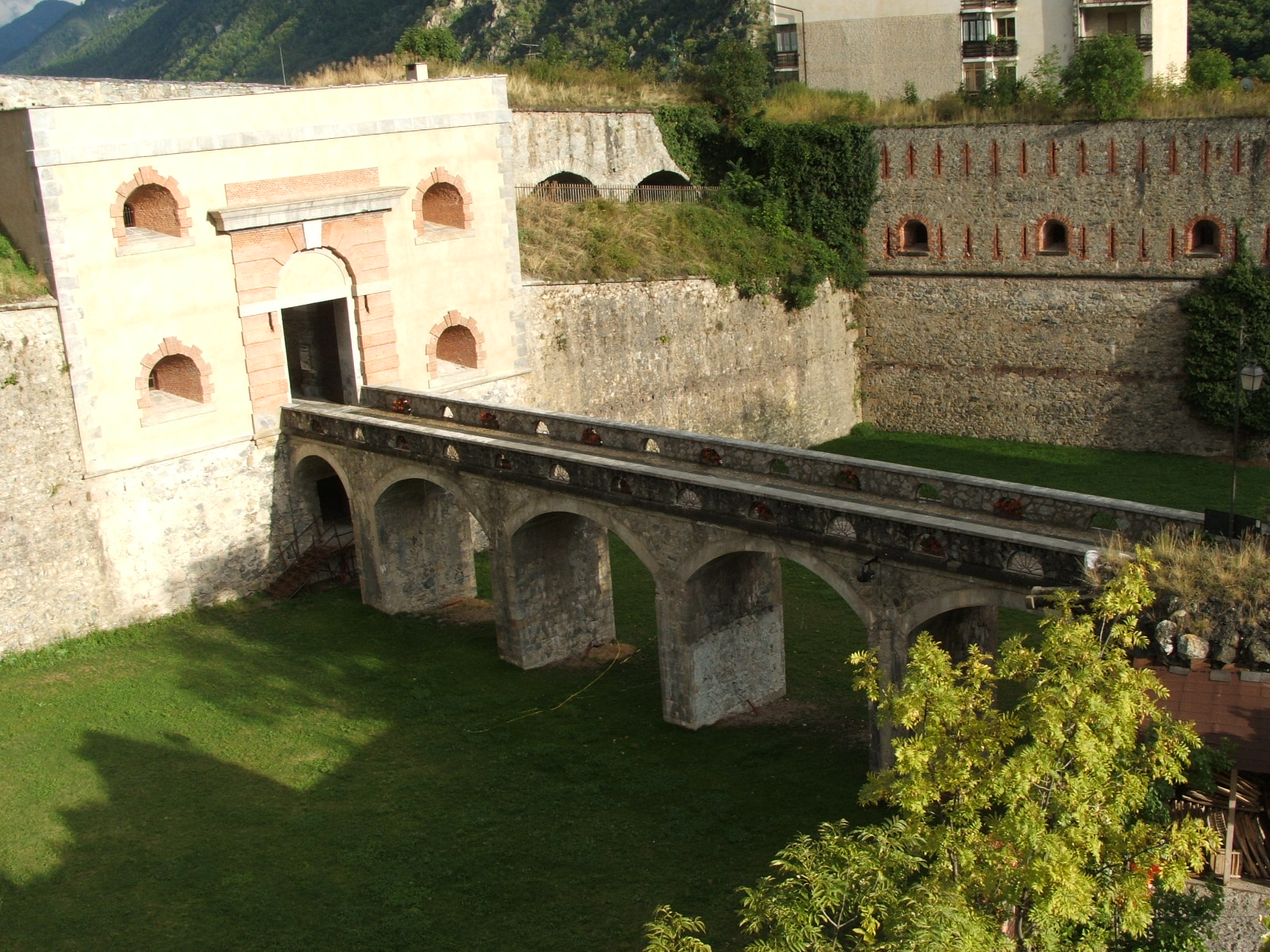
Le fort de Vinadio.
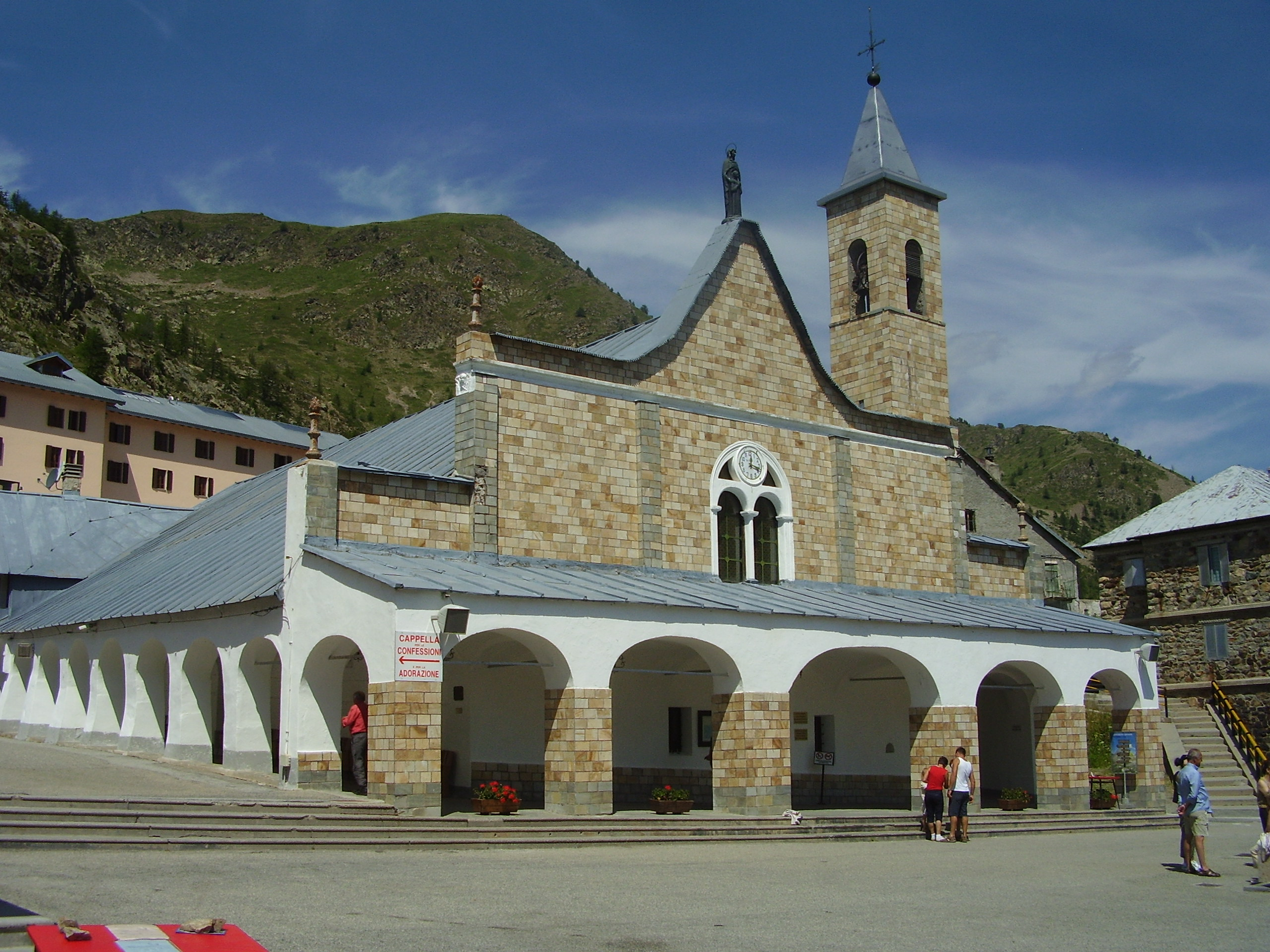
Le sanctuaire Sainte-Anne de Vinadio.

## Administration
| Période | Période  | Identité         | Étiquette     | Qualité |
| ------- | -------- | ---------------- | ------------- | ------- |
| 2021    | En cours | Giuseppe Cornara | Liste civique |         |